# Willum Worm (1633–1704)

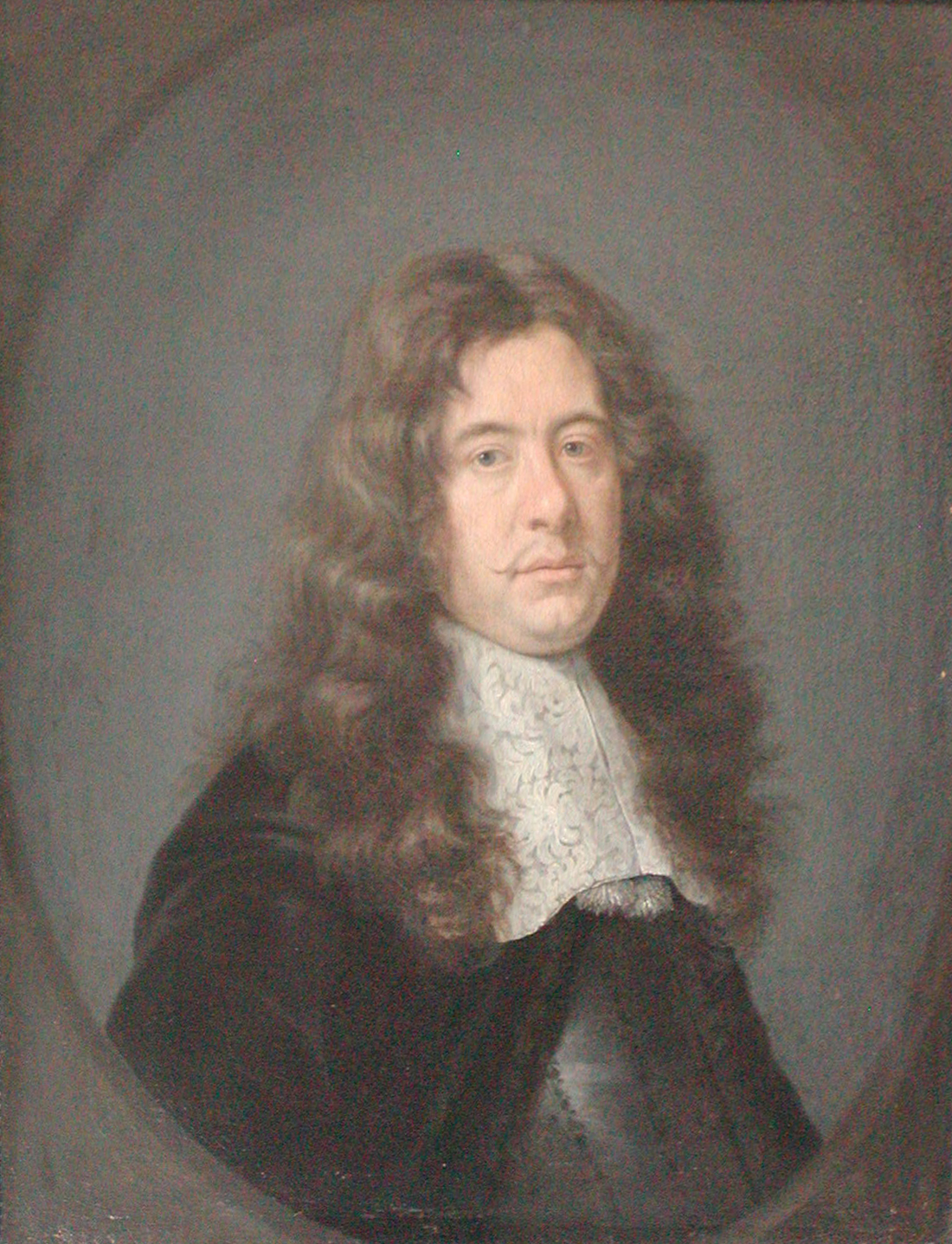
Willum Worm.

Willum Worm, född den 11 september 1633, död den 17 mars 1704, var en dansk jurist och historiker, son till Ole Worm, far till Ole Worm och Christen Worm.
Worm studerade 1653-63 i utlandet, blev 1657 medicine doktor i Padua och efter sin hemkomst professor. Därjämte fick han en del andra värv. Så blev han kunglig bibliotekarie 1671, fick 1673 tillsyn över Kunstkammeret och blev assessor i Höjesteret 1680 och justitiarius 1690; han gjorde också tjänst i kansliet 1684-99 och deltog i utarbetandet av Kristian V:s norska lag.